# ملكة جمال الكون 1994
ملكة جمال الكون 1994 هي مسابقة ملكة جمال الكون الثالثة والأربعين في تاريخ مسابقة ملكة جمال الكون منذ انطلاقتها عام 1952، عقدت المسابقة في 21 مايو 1994 في قاعة الجلسات العامة بمركز الفلبين الدولي للمؤتمرات في باساي، الفلبين. شهدت هذه المسابقة تنافس 77 متسابقة خلال هذا العام، في نهاية الحدث توجت سوشميتا سين من الهند، من قبل ملكة جمال الكون السابقة ديانارا توريس من بورتوريكو هذه هي المرة الأولى التي تفوز فيها الهند بالمسابقة.

## النتائج

### المراكز النهائية

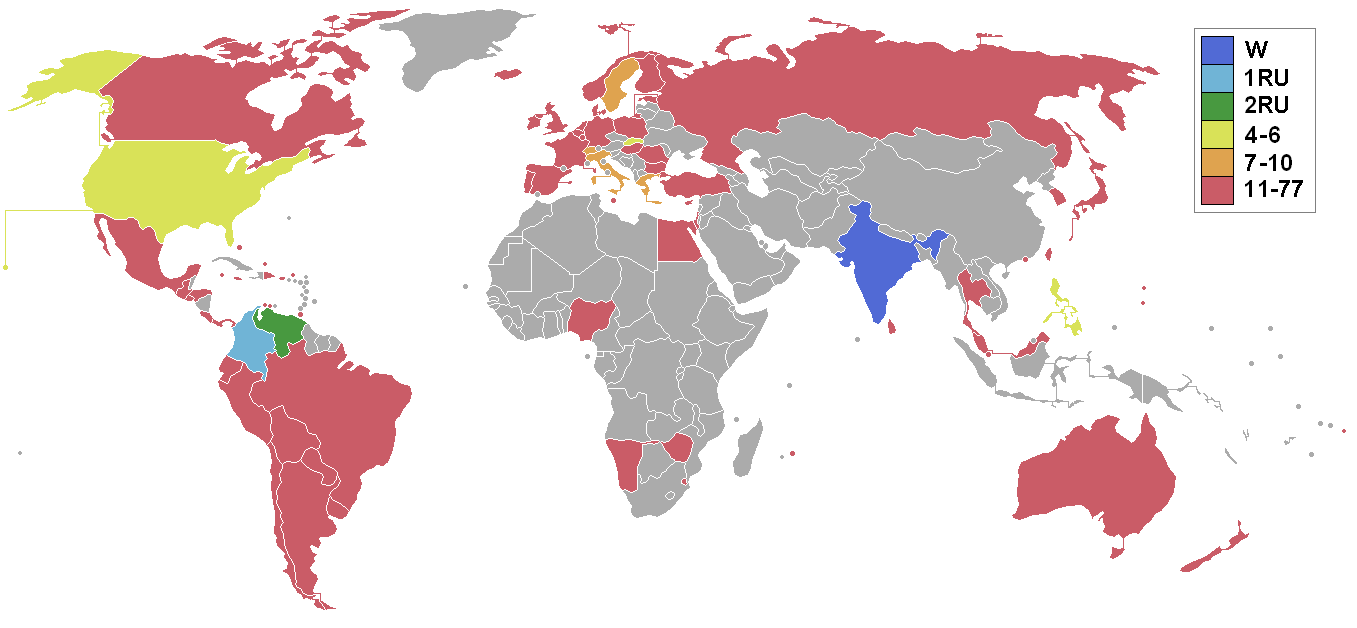
الدول المشاركة والنتائج مسابقة ملكة جمال الكون 1994

| النتائج النهائية     | المتنافسة                                                                                             |
| -------------------- | --- |
| ملكة جمال الكون 1994 | - الهند - سوشميتا سين                                                                                 |
| الوصيفة الأولى       | - كولومبيا - كارولينا غوميز                                                                           |
| الوصيفة الثانية      | - فنزويلا - مينوركا ميركادو                                                                           |
| أفضل 6               | - الفلبين - شارلين غونزاليس - سلوفاكيا - سيلفيا لاكاتوشوفا - الولايات المتحدة - لو باركر              |
| أفضل 10              | - اليونان - ري توتونزي - إيطاليا - أريانا ديفيد - السويد - دومينيك فورسبيرغ - سويسرا - باتريشيا فاسلر |

### جوائز خاصة
| جوائز خاصة         | الفائزة                        |
| ------------------ | ------------------------------ |
| أفضل زي وطني       | - الفلبين - شارلين غونزاليس    |
| ملكة جمال اللطافة  | - ناميبيا - باربرا كاهاتجيبارا |
| ملكة جمال الجاذبية | - فنزويلا - مينوركا ميركادو    |

### المسابقة النهائية
| بلد              | متوسط الأولى | المقابلة   | ملابس السباحة | فستان السهرة | متوسط نصف النهائي | أفضل 6 في الأسئلة |
| ---------------- | ------------ | ---------- | ------------- | ------------ | ----------------- | ----------------- |
| الهند            | 9.253 (3)    | 9.562 (5)  | 9.722 (2)     | 9.792 (3)    | 9.692 (3)         | 9.667 (2)         |
| كولومبيا         | 9.268 (1)    | 9.655 (2)  | 9.638 (3)     | 9.897 (1)    | 9.730 (1)         | 9.683 (1)         |
| فنزويلا          | 9.126 (7)    | 9.592 (3)  | 9.752 (1)     | 9.843 (2)    | 9.729 (2)         | 9.667 (2)         |
| سلوفاكيا         | 8.946 (10)   | 9.668 (1)  | 9.447 (6)     | 9.700 (6)    | 9.605 (4)         | 9.467 (5)         |
| الفلبين          | 9.225 (4)    | 9.587 (4)  | 9.425 (5)     | 9.720 (4)    | 9.577 (5)         | 9.433 (6)         |
| الولايات المتحدة | 9.202 (5)    | 9.478 (6)  | 9.510 (4)     | 9.697 (7)    | 9.562 (6)         | 9.540 (4)         |
| إيطاليا          | 9.159 (6)    | 9.378 (8)  | 9.325 (7)     | 9.708 (5)    | 9.470 (7)         |                   |
| السويد           | 9.000 (8)    | 9.423 (7)  | 9.078 (10)    | 9.643 (8)    | 9.381 (8)         |                   |
| سويسرا           | 8.973 (9)    | 9.298 (9)  | 9.197 (9)     | 9.623 (9)    | 9.373 (9)         |                   |
| اليونان          | 9.256 (2)    | 9.027 (10) | 9.288 (8)     | 9.618 (10)   | 9.311 (10)        |                   |

## قائمة المتسابقات المشاركات
- الأرجنتين - سولانغ ماغنانو
- أروبا - ألكسندرا أوتشوا
- أستراليا - ميشيل فان إيمرين
- جزر البهاما - ميكا نولز
- بلجيكا - كريستيل رويلاندز
- بوليفيا - سيسيليا أوكونور دارلاخ
- البرازيل - فاليريا ميلو بيريس
- جزر العذراء البريطانية - ديليا جون بابتيست
- بلغاريا - نيفينا مارينوفا
- كندا - سوزان روثفوس
- جزر كايمان - أودري إليزابيث إيبانكز
- تشيلي - كونستانس باربيري
- كولومبيا - كارولينا غوميز كوريا
- جزر كوك - ليلاني براون
- كوستاريكا - ياسمين كاماتشو
- كوراساو - ياسمين كليفتون
- قبرص - ماريا فاسيليو
- الدنمارك - جيت أندرسين
- جمهورية الدومينيكان - فيلكا فالينزويلا
- الإكوادور - مافالدا أربوليدا
- مصر - غادة سالم
- إلسالفادور - كلوديا منديز
- إستونيا - إيفا ماريا لان
- فنلندا - هانا ميريلينين
- فرنسا - فاليري كليسي
- ألمانيا - تانيا وايلد
- المملكة المتحدة - ميكايلا بايك
- اليونان - ري توتونزي
- غوام - كريستينا بيريز
- غواتيمالا - كاتيا شونشتيت
- هندوراس - جيم هيلوك
- هونغ كونغ - موك هوي يان
- المجر - سيلفيا فوريان
- آيسلندا - سفالا بيورك أرناردوتير
- الهند - سوشميتا سين
- جمهورية أيرلندا - باميلا فلود
- إسرائيل - رافيت ياركوني
- إيطاليا - أريانا ديفيد
- جامايكا - أنجيلي مارتن
- اليابان - شياكي كاواهيتو
- كوريا - غونغ سون يونغ
- لوكسمبورغ - ساندي فاغنر
- ماليزيا - ليزا كوه
- موريشيوس - فيفيكا باباجي
- المكسيك - فابيولا بيريز روفيروسا
- ناميبيا - باربرا كاثجيبارا
- هولندا - ايرين فان دير لار
- نيوزيلندا - نقولا برايتي
- نيجيريا - سوزان هارت
- جزر ماريانا الشمالية - إليزابيث توموكين
- النرويج - كارولين سايتر
- بنما - ماريا صوفيا فيلاسكيز
- باراغواي - ليليانا غونزاليس
- بيرو - كارينا كالميت
- الفلبين - شارلين غونزاليس
- بولندا - جوانا بريكتشينسكا
- البرتغال - مونيكا بيريرا
- بورتوريكو - بريندا روبليس
- تايوان[3] - جوان وو
- جمهورية مالطا - باولا كاميليري
- رومانيا - ميهيلا تشولاكو
- روسيا - إينا زوبوفا
- سنغافورة - آلين صون
- سلوفاكيا - سيلفيا لاكاتوشوفا
- إسبانيا - راكيل رودريغيز
- سريلانكا - نوشارا برامالي
- إسواتيني - نيكولا سميث
- السويد - دومينيك فورسبيرغ
- سويسرا - باتريشيا فاسلر
- تايلاند - آريا تشومساي
- ترينيداد وتوباغو - لوركا غاتكليف
- تركيا - بانو أوسلوير
- جزر توركس وكايكوس - يوليس والكين
- الأوروغواي - ليونورا ديبوينو
- الولايات المتحدة - لو باركر
- فنزويلا - مينوركا ميركادو
- زيمبابوي - إيفيت دالميدا-شاكراس

## الروابط الخارجية
- موقع ملكة جمال الكون الرسمي